# 엘리어트 빌라
엘리어트 빌라(Elliot Villar, 1980년 6월 6일 ~ )는 미국의 연극 배우, 영화배우이다.
브롱크스에서 태어났다.

## 영화
- 인턴 (2015년)
- 사랑은 언제나 진행중 (2009년)